# Whatcom Pavilion
Whatcom Pavilion je multifunkční arena pro 1 100 diváků na kampusu Whatcom Community College v Bellinghamu, v americkém státě Washington. Hrají v ní své domácí zápasy Whatcom Community College Orcas a Bellingham Slam.